# Polymixis rufocincta
Polymixis rufocincta är en fjärilsart som beskrevs av Carl Geyer 1828. Polymixis rufocincta ingår i släktet Polymixis och familjen nattflyn. Inga underarter finns listade i Catalogue of Life.